# Karmiel
Karmiel, uneori Carmiel (în ebraică כַּרְמִיאֵל) este un oraș din nordul Israelului, situat în Galileea, la 35 km (nord-vest) de Tiberias, 22 km (est) de Acra și 45 km (nord-est) de la Haifa. Orașul a fost înființat în 1964. Populația orașului este de 44,700 locuitori (2011), din care 85,9% evrei, 14.1% arabi etc. Suprafața orașului este de 19 kmp.
Karmiel este un centru comercial, cultural și industrial al regiunii. Orașul are o industrie dezvoltată, de la prelucrarea lemnului și metalului, până la industria de materiale plastice (uzina „Keter”), electronice și echipamente avansate pentru calculatoare, precum și industria textilă
(întreprinderea „Delta Galil”) 

## Istorie
Karmiel a fost creat pe pământuri rechiziționate de statul israelian în anul 1956 de la satele arabe Dir al Assad, Majd al Krum, Bi'ina și Nahf, și apoi expropriate în anul 1963. Scopul înființării orașului a fost creșterea populației evreiești într-o regiune cu o populație preponderent arabă. De asemenea, locația orașului a fost aleasă într-o poziție strategică. în Valea Beit Hakerem, la limita dintre Galileea superioară și cea inferioară, și la mijlocul drumului Acra - Safed.
După numirea lui Levi Eșkol ca prim-ministru al Israelului în 1963, guvernul israelian a decis ca obiectiv  de prioritate, dezvoltarea Galileei. S-a prevăzut că viitorul oraș Karmiel să devină un centru industrial, financiar și social pentru comunitățile din jur și să ajungă la o populație de 50.000 de locuitori.
În scopul lărgirii localității în anul 1976 statul israelian a mai expropriat terenuri suplimentare din perimetrul unor așezări arabe din jur, ceea ce a declanșat mișcarea de protest arabă de Ziua Pământului (Yom al ard). În 1986 Karmiel a primit statutul de oraș.
La începutul anilor 1990 populația localității a fost îngroșată de un val de peste 20,000 imigranți evrei din fosta URSS.
În timpul războiului dintre Israel și Hezbollah în iulie-august 2006, orașul a fost țintă a atacurilor cu rachete ale forțelor Hezbollah din Liban. Peste oraș au căzut aproximativ 180 rachete, provocând distrugerea de case și vehicule, precum și daune în infrastructură. Nu s-au semnalat victime omenești.

## Geografie
Orașul se află în centrul văii Beit Kerem (Emek Beit Kerem), având la nord munții Galileei Superioare și la sud Munții Galileii Inferioare. El se găsește la o altitudine de 250 mg deasupra nivelului marii, și la o distanță de circa 20 km est de Marea Mediterană

## Clima
Clima la Karmiel este uscată confortabilă,cu adieri, având o umiditate medie de 55% între lunile aprilie-octombrie și 65-70% între noiembrie și martie.

## Educație
Orasul are 4 licee,„Psagot” (fost „Megadim” și „Horovitz”). „Kramim”, „Amit” și „Hashahar”.9 scoli elementare, o ieșivă pentru soldați religioși, un colegiu de subingineri Ort Braude,etc 
La intrarea in localitate se află un sat internat de copii.
Din  anul 2007 funcționează în Karmiel kibuțul de pedagogi al Mișcării de cercetași Dror Israel.

## Locuri de interes
Orașul are 1.7 kmp de zone verzi și de agrement, inclusiv 70 parcuri și grădini publice, alei cu pomi,terenuri de sport etc.
- grădina cu sculpturi Massuá laTekumá (Flacăra renașterii), la intrarea în oraș, cu trei grupaje de statui și monumente din beton acoperit cu bronz, de sculptorul Nicki Imber (n.1920) - închinate Holocaustului (Shoá), Emigrării în Israel (Aliyá) și Renașterii statale (Tekumá). În apropiere - Monumentul Soldaților evrei căzuți în cel de Al Doilea Război Mondial ca militari în cadrul armatelor forțelor aliate
- Parcul Galil - pe o suprafață de 10 hectare, pe locul unei cariere de piatră abandonate, 1993-1994

acoperit cu flori, copaci, în centru având mici cascade de apă de-a lungul pereților fostei cariere  și care se acumuleaza într- un bazin cu flori Nymphaea. În parc se mai află o terasă observator, un amfiteatru si un crâng în amintirea locuitorilor orașului care au căzut în războaiele Israelului.
În partea de est a parcului se află clădirea Primăriei Karmiel
- Parcul Rabin, în perimetrul căruia se află un sit arheologic Khirbet Kab, cu resturile unei gospodării bizantine, cu teasc de ulei, biserică și un paviment cu mozaic, de asemenea un cuptor de ceramică din perioada cruciaților.,o clădire din  epoca otomană.
- Amfiteatrul mare, pe o suprafață de 2 hectare, în estul orașului, privind spre rîul Hilazon.

găzduiește ceremonia de deschidere și de închidere a Festivalului internațional al dansului, având circa 25,000 locuri.   
- Parcul familiei - 2007 , lângă primărie, poate găzdui 400 persoane, are terenuri de joacă, sporturi ca bowling și minigolf,și antrenament fizic.

## Orașe înfrățite
- Denver, SUA
- Kisvárda, Ungaria
- Pittsburg, SUA
- Metz, Franța
- Hamar, Norvegia
- Charlottenburg-Wilmersdorf, Germania
- Câmpulung Moldovenesc, România
- Berat, Albania